# マインズ農業協同組合
マインズ農業協同組合（マインズのうぎょうきょうどうくみあい、通称JAマインズ）は、東京都府中市に本店を置く農業協同組合。1992年4月1日に、西府、多磨、調布、神代、狛江の5つの農業協同組合（農協）が合併して発足した。農産資材・農産物・食料品・日用品・園芸品等の販売の経済事業、都市農業の振興と農畜産物の供給のための指導事業、JAバンクなどの貯金事業・融資事業、JA共済などの共済事業、資産管理事業、葬祭事業が柱となる。

## 管轄エリア
東京都の府中市、調布市、狛江市を管轄する。

## 店舗
※A：経済店舗等のある店舗
- 本店（府中市分梅町3丁目65-1）
- 西府支店（府中市分梅町3丁目65-1）A
- 中河原支店（府中市住吉町1丁目84-1）

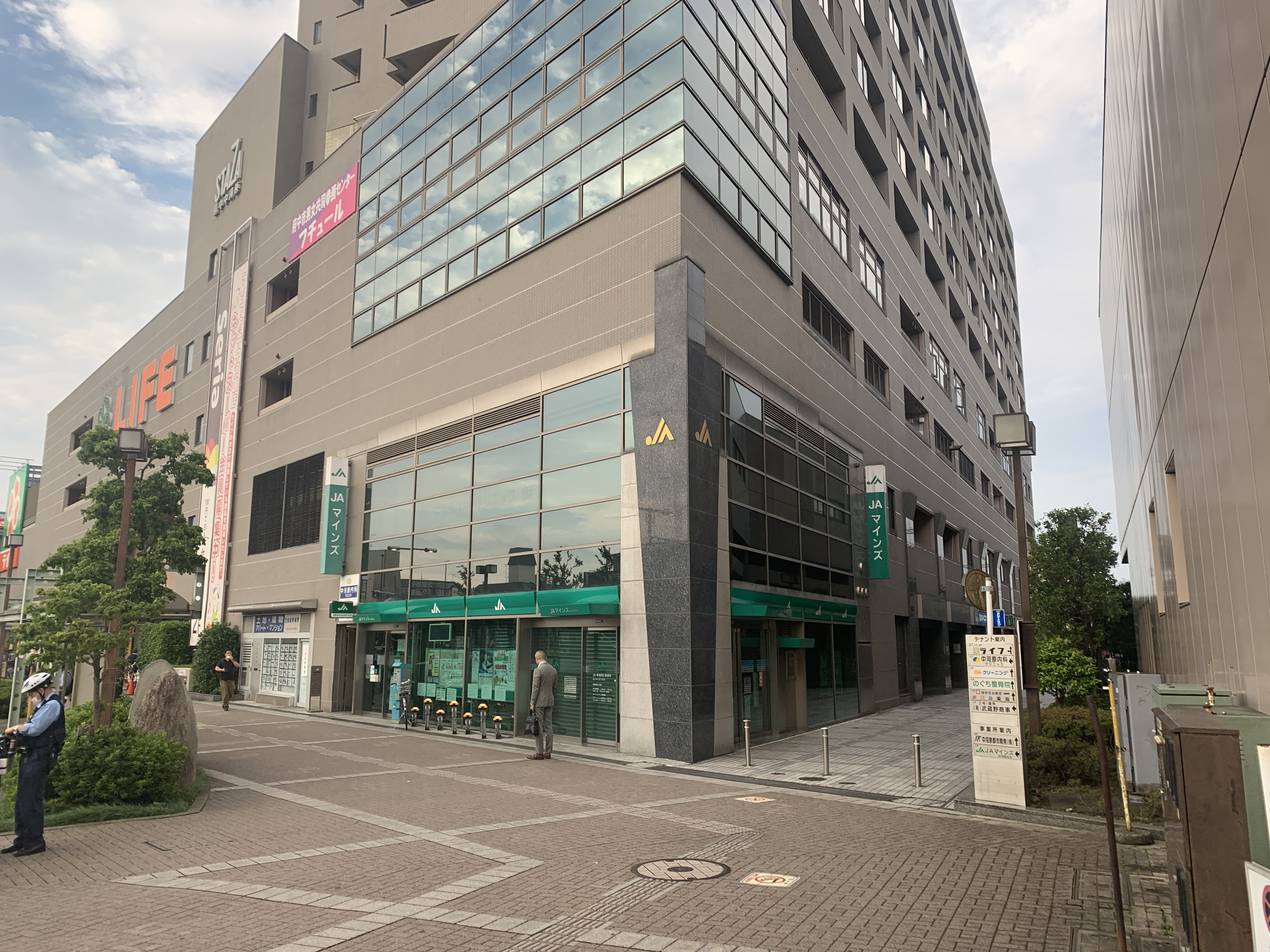
中河原支店

- 多磨支店（府中市白糸台1丁目11-10）A
- 是政支店（府中市是政3丁目19-3）
- 白糸台支店（府中市白糸台5丁目2-2）
- 紅葉丘支店（府中市紅葉丘3丁目39-20）
- 調布支店（調布市小島町2丁目48-26）A
- 西調布支店（調布市上石原2丁目32-5）
- 国領支店（調布市国領町4丁目35-2）
- 神代支店（調布市西つつじヶ丘3丁目8-2）A
- 野ヶ谷支店（調布市深大寺東町4丁目28-1）
- 狛江支店（狛江市東和泉1丁目2-19）A
- 上和泉支店（狛江市和泉本町4丁目1-4）

- 地域振興総合センター（調布市国領町7丁目30-11）A
- 葬祭センター（府中市白糸台1丁目14-14）

## 農産物直売所
- 西府支店（西府農産物直売会）
  - マインズショップ西府店
- 多磨支店（多磨地区生産者協議会）
  - マインズショップ多磨店
- 西府支店及び多磨支店（府中市農産物出荷組合）
  - 府中特産品直売所（府中駅前）
- 調布支店（調布市農産物直売会）
  - 調布サウスゲートビル1Fマインズショップ（調布支店）
  - クイーンズ伊勢丹調布店
  - キッチンコート西調布店
- 神代支店（神代農産物直売会）
  - つつじヶ丘直売所
  - クイーンズ伊勢丹仙川店
- 狛江支店（狛江市農産物直売会）
  - マインズショップ狛江店
  - 大丸ピーコック成城店
  - フジスーパー用賀店

## 特産農産物
- 地場野菜（各地区）
- 京野菜（調布市など）
- 多摩川梨（府中市）
- 黒米（府中市古代米研究会）
- 押立のこまつな（府中市押立町及びその周辺）
- わけねぎ（府中市是政及びその周辺）
- 狛江の枝豆
- 生椎茸（府中市椎茸生産出荷組合）

## 特産物の加工品
- 黒米うどん（府中市産の黒米を使用）
- 府中ろまん（府中市産の黒米を原料に用いた単式蒸留焼酎（焼酎乙類））
- 枝豆アイス（狛江市産の枝豆を使用し武蔵村山市のアイス工房ヴェルデで製造している。6月中旬から8月中旬のみの販売）